# Achères (Cher)
Achères és un municipi francès, situat al departament del Cher i a la regió de Centre - Vall del Loira.